# 인제군의 지질

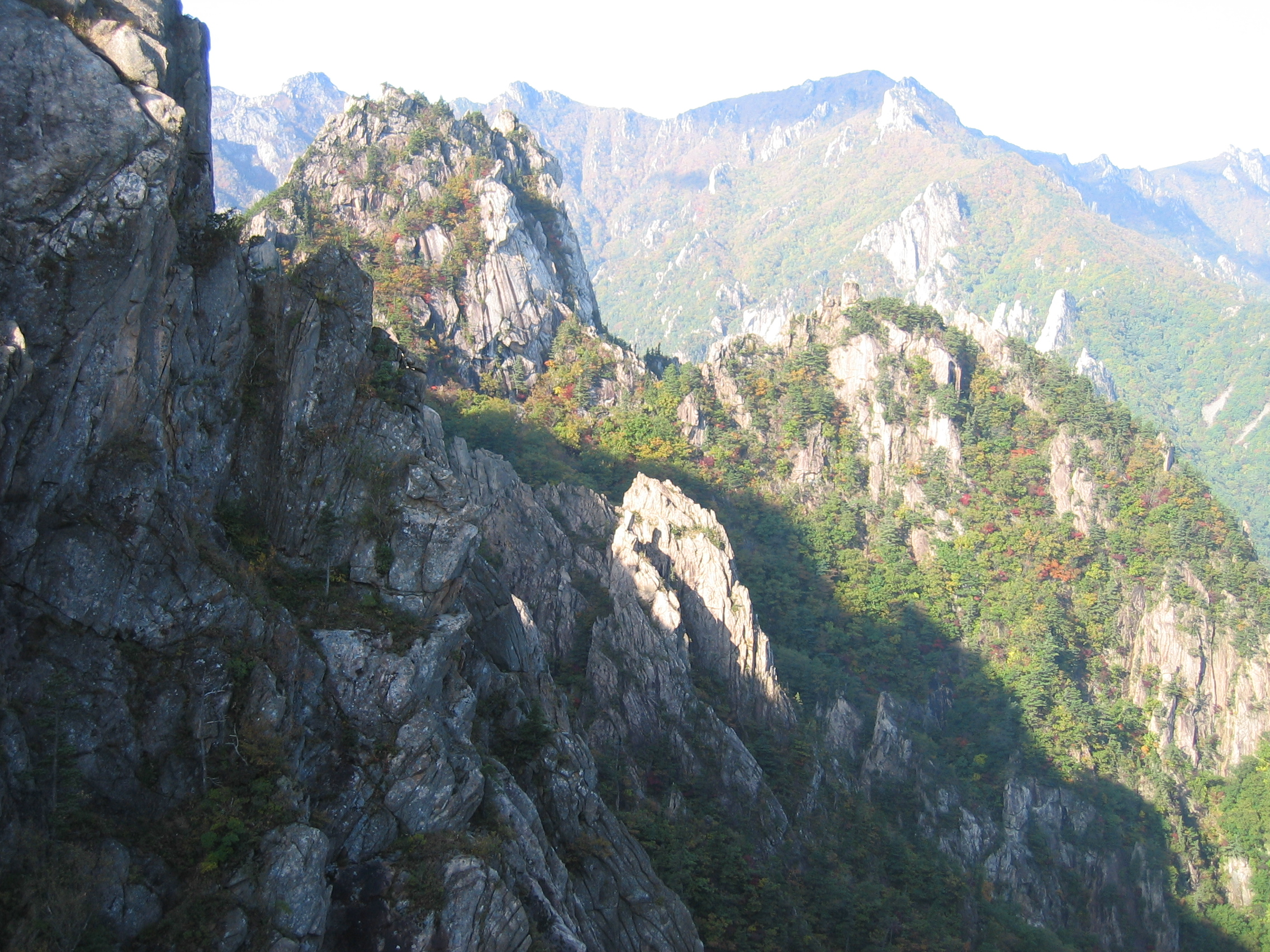
설악산은 대한민국의 대표적인 화강암 산이다.

본 문서에서는 강원특별자치도 인제군의 지질과 설악산의 지질 및 금왕 단층과 인제 단층에 대해 설명한다.

## 개요
인제군은 경기 육괴 북동부에 위치해 있어, 주요 암석인 고원생대 편마암과 이를 관입한 중생대 화강암으로 구성되어 있다. 동부의 설악산 지역은 중생대 쥐라기와 백악기의 화강암으로 구성된다. 1:5만 지질도폭 상으로, 
- 만대리 지질도폭(2009) 동부 (대암산, 서화면)[2]
- 창암점 지질도폭(2010) 남서부 (서화면 남서부, 북면 용대리, 미시령, 진부령)[3]
- 인제 지질도폭(2009) 동부 (북면 서부, 인제읍 서부, 남면 북부)[4]
- 설악산 지질도폭(2010) 중서부 (인제읍 동부, 북면 한계리, 한계령, 대청봉, 곰배령)[5]
- 자은 지질도폭(1975) 북부 (남면 남부, 상남면 서부)[6]
- 현리 지질도폭(1975) 대부분 (기린면, 방태산)[7]

에 해당한다.

## 선캄브리아기
소양강-북천(또는 인제 단층) 북서부에 해당하는 지역에는 고원생대의 (경기변성암복합체) 흑운모편마암(PRbgn)과 화강편마암(PRggn), 석영운모편암(PRqms), 경기변성암복합체 석류석화강편마암(PRgtgn), 미그마타이트질 흑운모편마암(PRmbgn), 석영편암(PRqsch) 등 편마암·편암 계열의 암석이 주로 분포한다.

### 경기변성암복합체 흑운모 편마암
경기변성암복합체 흑운모 편마암(PRbgn; Precambrian gyeonggi metamorphic rock complex biotite gneiss) 암석은 경기변성암복합체의 시흥층군의 연장에 속하는 준편마암류로서 인제읍 북서부, 서화면 서부, 북면 원통리, 향로봉 정상, 점봉산-곰배령, 필례읍 귀둔리 등 곳곳에 분포한다. 이 암석은 반상변정질화강편마암, 석류석화강편마암, 쥬라기 화강암 및 백악기 석영장석반암 등에 의해 관입당했으며, 창암교 북부에서는 석영장석반암 내에 포획당했다. 점봉산-곰배령 지역에 분포하는 흑운모 편마암은 주로 미약한 호상구조를 보이는 흑운모 편마암으로 구성되며, 안구상 편마암, 규암, 각섬암, 섬록암 등이 소규모 협재된다. 안구상 편마암은 기린면 북리 중답마을 부근에서 흑운모 화강암을 관입한 형태로 산출된다. 규암은 필례 단층과 금왕 단층 사이에 분포하는 편마암체 내에 최대 10 m 두께, 최대 800 m 연장으로 협재된다. 각섬암은 수렴동 대피소 부근 계곡과 백담사 동측 계곡에서 암맥 형태로 산출되며 강한 엽리구조가 형성되어 있다. 섬록암은 백담사 동측 작은귀때기골의 편마암체 내에 소규모 산출된다.
조등룡, 김용준(2003)의 SHRIMP Zircon U-Pb 연대측정(이하 'U-Pb 연대측정')을 통해 본 암석의 원암(原巖)은 시생대 말기~원생대 전기에 해당하는 2,096±11 Ma~1,867±14 Ma에 퇴적된 지층이고 18억 년 전(1,870 Ma)과 2억 3천만 년 전(236±12 Ma)전 광역 변성 작용을 받은 것으로 추정되며, 인제읍 합강리 지역 암석의 207Pb/206Pb 방사성 연대 측정값 (이하 'Pb 연대측정값')은 약 18억 9천만년 전이다. 흑운모 편마암은 주로 흑운모, 백운모, 사장석, 정장석, 석영으로 구성되며 상속핵의 Pb 연대측정값 최고 연대는 약 31억 년 이상이나 11개 분석점에 대한 Pb 연대측정값의 가중평균 연대는 1893±12 Ma로 흑운모 편마암의 모암이 퇴적된 상한선이 고원생대임을 지시한다.

### 화강편마암
화강편마암(PRggn, Precambrian granite gneiss)은 인제읍 가아리, 상동리, 인제군 북면 원통리 등지에 암주(巖柱) 형태로 발달한다. 화강편마암에는 우백질 화강편마암과 미그마타이트질 화강편마암이 포함된다. 화강편마암은 흑운모 편마암과 석영운모편암을 관입하고 있으며, 고원생대 신월리화강암, 대암산섬장암, 신원생대 각섬암, 쥬라기 및 백악기 화강암류 및 규장암/규장반암에 의해 관입되었다. 본 암은 주로 흑운모, 백운모, 사장석, 정장석, 석영으로 구성되며 흔히 석류석을 포함하고 있다. 북면 원통리 지역 암석의 Pb 연대측정값은 18억 9천만 년 전이며, 상속핵의 Pb 연대측정값 최고 연대는 약 25억년 이하이나 11개 분석점에 대한 Pb 연대측정값 가중평균연대는 1893±13 Ma로 화강편마암의 관입시기가 고원생대임을 지시한다.

### 석영운모편암
석영운모편암(PRqms; Precambrian quartz mica schist)은 인제군 남면 관대리, 인제읍 남북리, 북면 원통리 및 월학리 지역에 분포한다. 층서적으로 흑운모편마암과 긴밀한 관계를 갖고 있으며 흑운모편마암에 여러 매 끼어있는 양상으로 발달한다. 석영운모편암은 화강 편마암을 비롯하여 대암산 섬장암, 신월리 화강암, 중생대 화성암류에 의해 관입되었다. 본 암석은 주로 백운모, 흑운모, 석영, 정장석, 사장석으로 구성되며 드물게 규선석이 관찰된다.

### 신월리 화강암
신월리 화강암(PRsgr; Precambrian sinwolri granite)은 인제군 남면 신월리를 중심으로 분포하는 화강암이다. 신월리화강암은 석영운모편암 및 화강편마암을 관입하고 있으며 원리 지역에서 엽리상 화강암에 의해 관입되었고 신월리 일대 규장암/규장반암에 의해 관입되었다. 주로 중립 내지 조립질의 사정석, 정장석, 석영으로 구성된다. 13개 분석점에 대한 Pb 연대측정값 가중평균연대는 1853.2±4.4 Ma로 신월리 화강암의 관입 시기가 고원생대임을 지시한다.

### 경기변성암복합체 (함)석류석화강편마암
경기변성암복합체 (함)석류석화강편마암(PRgtgn)은 서화면 동부, 진부령-간성간 국도 제46호선 서부에 분포하며, 흑운모 편마암을 관입하고 반상변정질화강편마암, 우백질화강편마암, 쥬라기 화강암에 의해 관입당하고 있다. 향로봉에서 칠절봉 사이의 남-북 방향의 능선과 진부령으로 이어지는 동-서 방향의 능선에서 보이는 엽리 방향은 동서방향 축의 습곡구조를 형성한다. 진부령 서쪽에서 중생대 쥐라기 각섬석흑운모화강암과 남-북 주향의 충상 단층으로 접하고 있다. 206Pb/238U 연대는 1,839±23 Ma로 관입시기는 고원생대 중기이다.

### 엽리상 반상 흑운모화강암
엽리상 반상 흑운모화강암(PRfgr)은 곰배령 북측 능선에서 경기변성암복합체 흑운모 편마암을 관입한 소규모 관입암체로 발견된다. 이 암석의 엽리면은 주변의 흑운모 화강암의 엽리와 평행하다.

### 곰배령 화강암
곰배령 화강암(PRggr)은 곰배령 이남 지역에 넓게 분포하며 알칼리 장석반정을 고르게 함유하는 조립질 화강섬록암으로 전반적으로 압쇄 엽리 구조가 발달해 있다.

### 각섬암
각섬암(PRam; Precambrian amphibolite)은 인제읍 덕산리 일대에서 인제 단층을 따라 소규모로 발달한다. 소일폄 마을 합강3교 동쪽 노두는 화강편마암과 접하며 파쇄대를 이루고 있다. 지질시대는 신원생대로 추정된다.

## 중생대쥐라기대보 화강암
중생대 쥐라기에 관입한 대보 화강암은 특히 설악산 지역에서 가리봉 화강암, 인제 화강암 등으로 분류되어 넓은 분포를 보인다.

### 인제 화강암
인제 화강암(Jitmgr, Jigr; Jurassic inje granite)은 인제군 북면 한계리, 인제읍 덕산리와 덕정리, 고사리, 인제군 남면 남전리, 원대리 일대에 걸쳐 넓게 분포한다. 인제화강암은 주로 복운모 화강암으로 구성되며, 주요 구성 광물은 정장석, 사장석, 석영, 흑운모, 백운모이다. U-Pb 연대측정에 의한 연령은 1억 6천만 년 전이다.

### 합강리 화강암
합강리 화강암(Jhgr, Jurassic hapgangri granite)은 인제군 인제읍 합강리 노루목 일대에서 흑운모 편마암을 관입하고 있는 소규모 화강암체이다. 주요 구성 광물은 사장석, 정장석, 석영, 흑운모이다. 24개 분석점에 대한 Pb206/U238 가중평균연대는 190.3±1.5 Ma로 합강리 화강암의 관입시기가 전기 쥐라기임을 지시한다.

### 엽리상 화강암
엽리상 화강암(Jfgr; Jurassic foliar granite)은 인제군 북면 월학리 및 한계리에 분포한다. 흑운모 편마암, 석영운모편암, 화강편마암을 관입하고 있으며 백악기 규장암/장석반암에 의해 관입되었다.

### 가리봉 화강암
가리봉 화강암(Jkgr, Jurassic kari peak granite)은 한계령 서쪽 가리봉을 중심으로 분포하며, 흑운모 편마암을 관입하며 설악산 화강암과 인제 화강암에 의해 관입당했다. 중립질/조립질로 2~3 cm 크기의 알칼리 장석반정과 각섬석을 함유하고 있으며 U-Pb 연대측정에 의한 연령은 179.6±1.9 Ma이다.

### 각섬석흑운모화강암
각섬석흑운모화강암(Jhgr, Jurassic granite)은 용대리 북부에서 국도 제46호선을 따라 남-북 방향으로 분포한다. 죽왕면 탑동에서 흘리로 이어지는 임도상에서 본 암석의 신선한 노두를 관찰할 수 있다. 흑운모편마암과 석류석화강편마암을 관입하고 석영장석반암에 의해 관입당하고 있으며 매봉산 동부에서는 이 암석과 석류석화강편마암과의 관계가 트러스트 단층임이 관찰된다. 주요 구성 광물은 석영, 흑운모, 사장석, 각섬석, 미사장석 등이다. U-Pb 연대측정 결과 12점 분석치의 가중평균 연령이 178.3±1.5 Ma로 쥐라기 초~중기의 관입시기를 지시한다.

## 중생대백악기퇴적암및불국사 화강암
내설악의 십이선녀탕 계곡 동쪽으로 중생대 백악기에 형성된 백담 분지의 백담층군이 분포한다. 백담층군은 백악기 육성퇴적층인 대승령층, 작은감투봉층과 세존봉 응회암으로 구성된다. 백악기의 화강암은 불국사 화강암류에 속하는 설악산 화강암, 귀때기청화강암 등으로 구분된다.

### 대승령층
대승령층(Daeseungryeong Formation)은 백담층군의 최하부 지층이며 주로 녹회색 내지 암회색 셰일과 사암으로 구성되고 기저에 기반암 역들로 구성된 기저 역암이 놓인다. 밑에서 위로 가면서 기저 역암, 회색 셰일-사암 호층대, 암회색 셰일-이회암 호층대, 회갈색 사암-회색셰일 호층대, 적자색 사암-적색 이암 호층대 순서로 구성된다. 또한 지층의 하부와 상부에 응회암이 협재된다. 대승령 부근에서 설악산 화강암으로 인해 1 km의 범위로 혼펠스화되어 있다. 기저 역암은 대승령 남측부와 십이선녀탕계곡의 용탕폭포 부근에서 관찰되며, 편마암을 부정합으로 덮고 있다. 전체적으로 회백색을 띠는 이 역암대의 두께는 10 m 이상으로 추정되며, 역은 편마암류와 가리봉 화강암에서 기원한 것이 많다. 이 지층의 암회색 셰일에서 식물 화석 Equisetites  sp.가 발견되어 경상 누층군에 대비된다.

### 작은감투봉층
작은감투봉층(Jakeumgamtobong (Peak) Formation)은 용대리 동부에서 응회암의 서측 경계부를 따라 남북 방향으로 길게 이어지며 분포한다. 이는 남쪽으로 가면서 황철봉 서쪽에서 다시 남북 방향으로 나타나고, 더 남쪽에서 저항령 남서쪽의 능선부에 소규모로 분포한다. 이와 별도로 떨어져 흘리 마산 남서부와 북서부, 마좌리 남서부, 죽병산, 신선봉 북동부에 소규모로 분포한다. 미시령 서쪽에서 경기편마암복합체 흑운모 편마암(PRbgn)위에 직접 부정합으로 놓이거나 백악기의 석영장석반암 내에 분포하며 위로는 응회암에 의해 덮인다.
작은감투봉 일대에서는 주로 역암으로 구성되며 역암 내에 상향세립의 점이층리가 관찰된다. 미시령 지역에서는 하부에서 상부로 가면서 회백색 기저역암대, 적갈색 이암 및 사암 호층(互層)대, 적갈색 사암 및 역암 호층대의 순서로 구성되며 적갈색 이암 및 사암 호층대가 훨씬 우세하게 나타난다. 적갈색 이암 및 사암 호층대는 적갈색 이암, 사암과 담적색 역암이 교호(交互)하면서 나타나는데 점이층리 등의 퇴적구조가 관찰된다. 이암은 대개 괴상(塊狀)이나 이암과 사암이 얇게 교호하는 곳에서 입도차이에 의해 희미한 층리를 보여준다. 용대리 동부에서 대체로 북동 40°~동서 주향에 남동 20°~43°로 경사하고 황철봉 서쪽에서 대체로 남-북 주향에 동측으로 27° 정도 경사하며, 신선봉 북동부에서 북동 40° 주향에 남동 15°정도로 경사한다. 지층의 두께는 최고 150 m이다.

### 응회암
응회암은 용대리 동부와 황철봉 서부에서 작은감투봉층을 덮으며 작은감투봉층 분포지역 동쪽에서 남-북 방향으로 분포한다. 이 지층은 최하부에 강하응회암이 있고 그 위에 두꺼은 회류응회암이 있다. 응회암의 U-Pb 연대는 108.4±3.1~104.8±3.5 Ma (약 1억년 전)이다.

### 세존봉 응회암
세존봉 응회암은 세존봉을 중심으로 동-서 방향으로 좁게 분포하는 응회암류이다. 세존봉 응회암의 U-Pb 연대는 88.8±0.7 Ma이다.

### 설악산 화강암
설악산 화강암은 서북능선 남측, 주전골, 백운동계곡, 구곡담계곡, 가야동계곡, 공룡능선, 천불동계곡 등 설악산 각지에 분포하여 가장 험준하고 수려한 경관을 형성한다. 설악산 화강암은 대체로 담홍색을 띠며 대개 조립질~중립질~세립질이다. 암석은 정장석, 석영, 사장석으로 구성되고 흑운모가 소량 포함된다. 206Pb/238U 연령은 89.2±0.9 Ma이다.

### 귀때기청화강암
귀때기청화강암(Kggr)은 서북능선에 위치한 귀때기청봉 일대에 소규모로 분포하며, 가리봉 화강암과 설악산 화강암을 관입한다.

### 암맥
산성암맥과 염기성암맥이 곳곳에 분포한다. 산성암맥으로는 백담사길에서 북동-남서 방향으로 산출되는 석영반암, 규장암, 유문암 등이 있다. 산성암맥의 U-Pb 연대는 88.6±1.5 Ma 이다,

## 단층

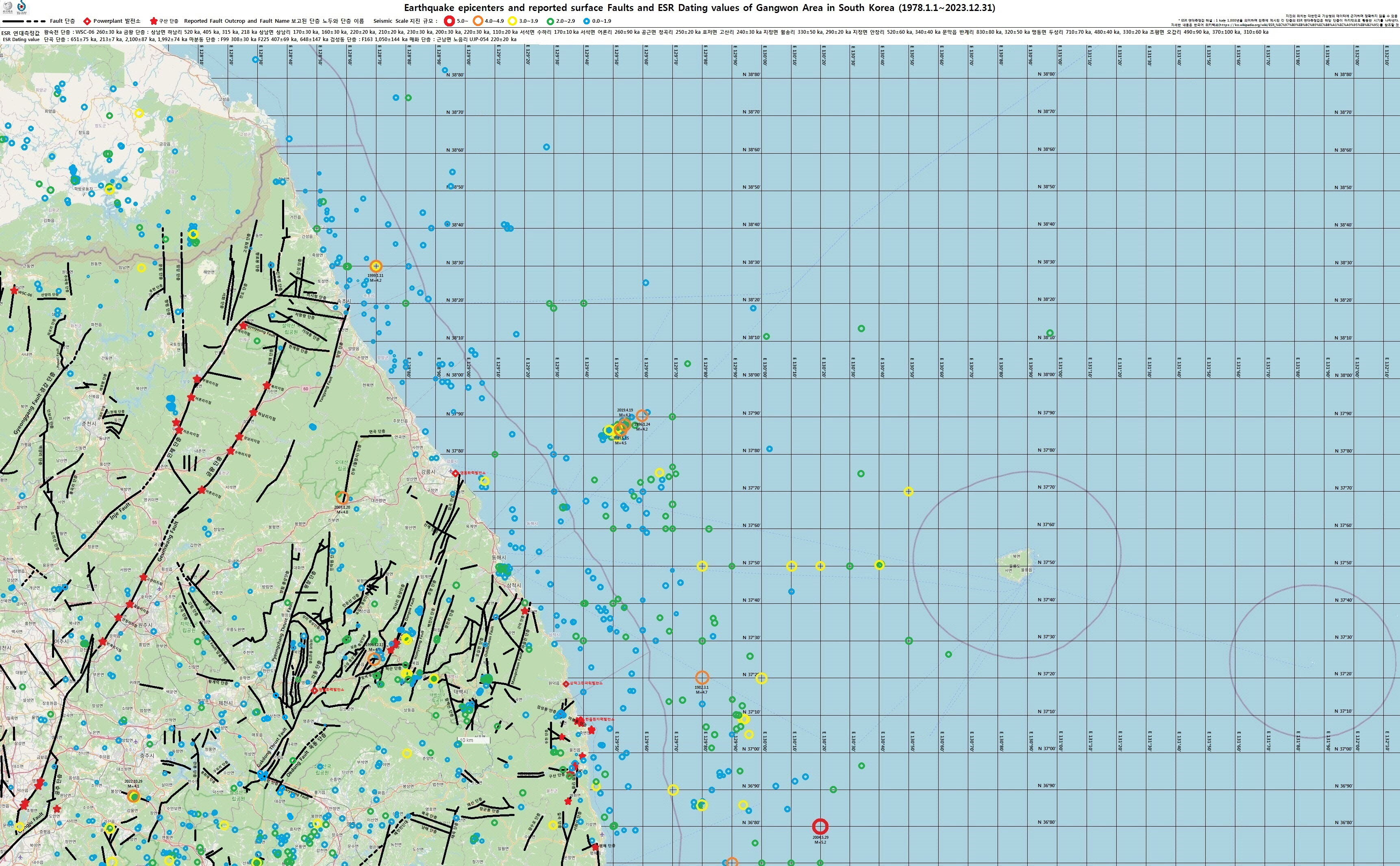
강원도 지역의 지진(1978-2023)과 단층 분포도

### 인제 단층
인제 단층은 인제군을 통과하는 대규모 단층이다. 고성군 죽왕면 가진리에서 이어진 이 단층은 인제군 내에서 북면 용대리, 한계리, 원통리, 인제읍, 남면 신남리를 통과하며, 이후 홍천군을 지나 경기도 용인시 처인구에 이른다. 그 선형은 원통리까지 국도 제44호선의 선형과 일치한다. 그러나 창암점 지질도폭(2010)에서는 미시령 부근에서 첨멸하는 것으로 해석하였다. 또한 역단층성 전단운동 이후에 정단층 운동 흔적이 피복되어 있다. 인제 단층은 경기육괴가 남향운동을 하는 과정 중에 형성된 역단층으로 해석된다.

### 금왕 단층
금왕 단층은 한반도 음성 분지에서 시작해 설악산 남부까지 연장되는 연장 170 km의 대규모 주향 이동 단층으로, 단층의 북동부 끝 부분이 인제군 상남면과 기린면, 설악산 지역을 지난다. 단층암의 ESR 연대측정에 의하면 상남면에서 제 4기에 적어도 3번 금왕단층대가 재활동하였다. 특히 신생대 제4기인 약 17만년 전에는 상남면 전역(약 6 km)에서 금왕단층대가 재활동 한 것으로 추정된다.
설악산 지질도폭의 금왕 단층은 고원생대 편마암과 쥐라기 화강암의 경계를 형성하는 수직의 좌수향 주향 이동 단층으로 인지된다. 이 단층은 설악산 화강암체 내부로 이어지나 그 북부 연장은 확실하지 않아 이곳에서 종료되는 것으로 보았다. 그러나 창암점 지질도폭에서는 간성 단층이 금왕 단층의 연장이라 해석하기도 하였다. 오색 화강암과 설악산 화강암과의 경계를 기준으로 산정된 이 단층의 수평 변위량은 250 m 정도이나, 흑운모 화강암과 편마암과의 경계를 기준으로는 최소 2.5 km 이상으로 추정된다. 쥐라기 화강암에서의 변위량이 백악기 설악산 화강암보다 더 크게 나타나는 것은 설악산 화강암의 관입 이전에 이미 단층 운동이 시작되었음을 지시한다.

### 필례 단층
필례 단층은 금왕 단층으로부터 분기되어 기린면 북리에서 북면 한계리까지 이어지는 남-북 방향 단층으로서 고각 경사하는 좌수향 주향 이동 단층으로 산출된다. 설악산 지질도폭에서 처음 정의된 이 단층은 가리봉 화강암 내부로 이어지다가 한계령 단층에서 종료된다. 필례마을 북측 계곡에 노출된 단층대는 남-북 주향에 서쪽으로 80°경사하며 단층대를 경계로 서측의 가리봉 화강암과 동측의 화강섬록암이 서로 접한다. 이곳의 단층대는 10 cm 폭의 단층비지대와 70 cm 폭의 단층각력암대로 구성된다. 화강섬록암과 단층 사이에는 수 미터 폭의 중성암맥이 관입해 있다. 단층대의 전체 폭은 단층손상대를 포함하여 20 m이다.

### 서화 단층
서화 단층은 금강산에서 이어져 서화면 가전리-서화리-천도리-서흥리를 지나 북면 월학리로 연장되는 남-북 주향의 주향 이동성 대규모 취성(脆性)단층이다.

### 천도 단층
천도 단층은 서화 단층의 동부에 위치하며, 해금강 지역에서 이어져 서화면 천도리를 지나 북면 월학리로 연장되는 북북동 주향의 우수향 주향 이동 단층이다.

### 향로봉 스러스트 단층
향로봉 스러스트 단층은 향로봉에서 북북동-남남서∼남-북 방향으로 굴곡하는 충상단층이다. 연장은 약 10 km 이상으로 추정된다.

### 진부령 단층
진부령 단층은 고성통일전망대 인근 해안에서부터 진부령을 지나 북면 용대리까지 이어지는 남-북 주향의 연장 40 km의 단층이다. 이 단층이 인제 단층을 통과하지 못하는 것을 보아, 경기육괴의 북부가 남동향 운동을 하면서 형성된 역단층성 인제 단층에 수반되어 형성되었거나, 인제 단층보다 나중에 형성된 좌수향 주향이동성의 전이 단층으로 해석된다.

### 간성 단층
간성 단층은 간성읍에서 미시령 인근까지 이어지는 연장 20km 이상, 남-북 주향의 주향 이동 단층이다. 이 단층은 금왕 단층의 연장으로 추정된다.

### 고성재 단층
고성재 단층은 조선민주주의인민공화국 삼일포 호수와 해금강 사이에 위치한 홍송 북쪽 동해안에서부터 고성재를 지나 원통리 이북 서화 단층과 만날 때까지 60km 이상의 연장을 보이는 좌수향 주향 이동 단층이다.

### 미시령 단층
미시령 단층은 인제군 북면 용대리에서 미시령을 지나 속초시로 이어지는 연장 19km의 동-서 방향 좌수향 주향 이동 단층이며, 한국지질자원연구원의 5만 지질도에서 보여지는 지층(경기변성암복합체 흑운모화강암, 불국사화강암류 석영장석반암, 작은감투봉층)의 변위는 160~200 m 정도이다. 단층 운동은 8400만 년 전 이후 2회 일어난 것으로 해석되며, 그 시기는 K-T 경계인 6천5백만년 전 부근과 5백만년 전으로 추정된다.

### 저향령 단층
저항령 단층은 미시령 남쪽, 속초시 동해안의 물치항으로부터 신흥사 인근을 거쳐 저항령까지 약 18 km의 연장성을 보인다. 이 단층을 따라 편마암 포획체와 산성암맥 및 현무암이 출현한다.

### 흑선동 스러스트 단층
흑선동 스러스트 단층은 백담 분지 북측의 경계를 따라 기반암인 선캄브리아기 편마암과 중생대 가리봉 화강암이 백악기 백담층군 위로 충상된 충상단층이며, 동-서 주향이고, 지질도 상으로 가야동 단층에 의해 350 m 절단되어 있다. 이 단층은 직접관련된 노두는 없지만 기반암의 공간적인 분포와 퇴적암의 방향성 변화로부터 예측된 단층이다.

### 한계령 단층
한계령 단층은 인제군 북면 한계리에서 장수대와 한계령을 거쳐 양양군 서면 가라피리까지 이어지는 서북서-동남동 주향의 좌수향 주향 이동 단층이다. 변위량은 한계령 서부의 인제화강암(Jigr)과 설악산화강암(Ksgr) 기준 1.3km, 한계령 동부의 오색 화강암(Jobtgr)과 설악산 화강암(Ksgr) 기준 2.6 km이다.

### 가야동 단층
가야동 단층은 한계령 단층 북쪽, 백담사 부근에서 오세암, 가야동, 희운각 등을 지나 양양군 서부로 이어진다. 변위량은 백담층군 기준 350 m이다.

## 같이 보기
- 한국의 지질
- 설악산의 지질
- 경기 육괴/경기 지괴